# 妙典橋
妙典橋（みょうでんばし）は、千葉県市川市の江戸川に架かる千葉県道179号船橋行徳線の橋である。
東京外かく環状道路（外環道）の整備に関連し、外環道へのアクセス向上や市川市内を流れる江戸川両岸の利便性を高めるために建設・計画された橋で、妙典と高谷の両地区を結ぶ。江戸川にある干潟の存在を考慮して設計されたのが特徴である。

## 概要
- 長さ - 622.5 m[2][3]
- 幅 - 11.0 m（車道6.5 m + 歩道3.5 m）[3]
- 車線数 - 2車線
- 総事業費 - 約92億円（周辺道路の整備費を含む）[2]

## 沿革
- 2009年（平成21年）度 - 着手[2]。
- 2019年（平成31年）3月26日 - 開通[1]。

## 周辺
- C3 東京外環自動車道 市川南IC
- 国道298号
- 市川市立妙典中学校
- 千葉県立市川南高等学校
- 東京地下鉄深川検車区行徳分室

## 隣の橋
- 江戸川

（上流） - 新行徳橋 - 水管橋 - 東西線第二江戸川橋梁 - 江戸川放水路水管橋 - 妙典橋 - 市川大橋 - （下流）